# Sophie – Schlauer als die Polizei
Sophie – Schlauer als die Polizei (Weiterer Titel: Lady Mayerhofer) ist eine von Sat.1 1997 produzierte Fernseh-Krimiserie. Eine schrullige alte Dame klärt Mordfälle schneller als die Polizei.

## Handlung
Sophie Mayerhofer (Enzi Fuchs) kehrt nach 25 Jahren aus England in ihre Heimatstadt Regensburg zurück. Deutsch spricht sie nur noch mit starkem englischen Akzent. Sophies Bruder Ludwig, der mit seiner Frau Charlotte und den Kindern Laura und Felix ebenfalls in Regensburg wohnt, verdient sein Geld als Kriminalrat. Immer wieder mischt sich Sophie in die Fälle ihres Bruders ein und bringt dessen bisher eher beschauliches Familiendasein gehörig durcheinander. Des Öfteren gerät sie auch zufällig in Mordfälle. Auf unkonventionelle Art klärt sie so erfolgreich auf, dass sie meist schon vor der Polizei die Lösung findet. Behilflich ist ihr dabei ihr alter Freund Pater Anselm.

## Hintergrund
Enzi Fuchs spielt in dieser Serie eine ältere kriminalistisch sehr erfolgreiche Dame, die sich eines englischen Akzents und eines schwarzen Taxis bedient. Nicht zufällig erinnert sie damit an Agatha Christies Miss Marple.

## Schauspieler und Rollen (Auswahl)
Neben den in der folgenden Tabelle gezeigten Schauspielern hatten unter anderen Dietmar Schönherr, Saskia Vester, Jacques Breuer, Axel Milberg, Volkert Kraeft, Heinrich Schafmeister, Marianne Sägebrecht und Hans Lobitz Gastauftritte.
| Schauspieler             | Rolle                 | Folgen |
| ------------------------ | --------------------- | ------ |
| Carola Aichner           | Laura Mayerhofer      | 8      |
| Monika Baumgartner       | Charlotte Mayerhofer  | 6      |
| Martin Benrath           | Pater Anselm          | 13     |
| Barbara de Koy           | Sekretärin Marlies    | 11     |
| Enzi Fuchs               | Sophie Mayerhofer     | 14     |
| Frank Giering            | Philipp Armbruster    | 13     |
| Christoph Hofrichter     | Kriminalbeamter Seide | 8      |
| Jörg Hube                | Ludwig Mayerhofer     | 13     |
| Maximilian Krückl        | Markus Renner         | 13     |
| Sabina Luft              | Dr. Paula Kuhn        | 4      |
| Johannes Silberschneider | Dr. Reinhold Clawe    | 6      |

## Episoden
| Folge | Titel                             | Erstausstrahlung  |
| ----- | --------------------------------- | ----------------- |
| 1     | Ein Grab an der Donau (Pilotfilm) | 2. Juni 1997      |
| 2     | Der Spatz singt nicht mehr        | 9. Juni 1997      |
| 3     | Blut im Schuh                     | 16. Juni 1997     |
| 4     | Der Fingermörder                  | 23. Juni 1997     |
| 5     | Adams letzte Fahrt                | 30. Juni 1997     |
| 6     | Ein wahrer Gentleman              | 7. Juli 1997      |
| 7     | Der große Abgang                  | 14. Juli 1997     |
| 8     | Zeit zu sterben                   | 21. Juli 1997     |
| 9     | Das letzte Mahl                   | 28. Juli 1997     |
| 10    | Das Geheimnis der Puppe           | 4. August 1997    |
| 11    | Der Kranz des Todes               | 11. August 1997   |
| 12    | Hundstage                         | 18. August 1997   |
| 13    | Der unsichtbare Tod               | 25. August 1997   |
| 14    | Eiszeit                           | 1. September 1997 |